# And God Created Great Whales
And God Created Great Whales (Y Dios creó a las grandes ballenas, en español), op. 229, no. 1, es un poema sinfónico para orquesta y sonidos de ballena grabados por el compositor estadounidense Alan Hovhaness. La obra fue encargada por Andre Kostelanetz y la Orquesta Filarmónica de Nueva York, quienes estrenaron la pieza el 11 de junio de 1970 en la ciudad de Nueva York. La pieza ha sido grabada en numerosas ocasiones y sigue siendo una de las composiciones más populares de Hovhaness. También ha sido acreditado como un trabajo temprano en el movimiento para salvar a las ballenas de la extinción, junto con la cantata de John Tavener de 1966 The Whale. El título de la obra proviene de Génesis 1:21 en la versión King James de la Biblia.

## Estilo y composición

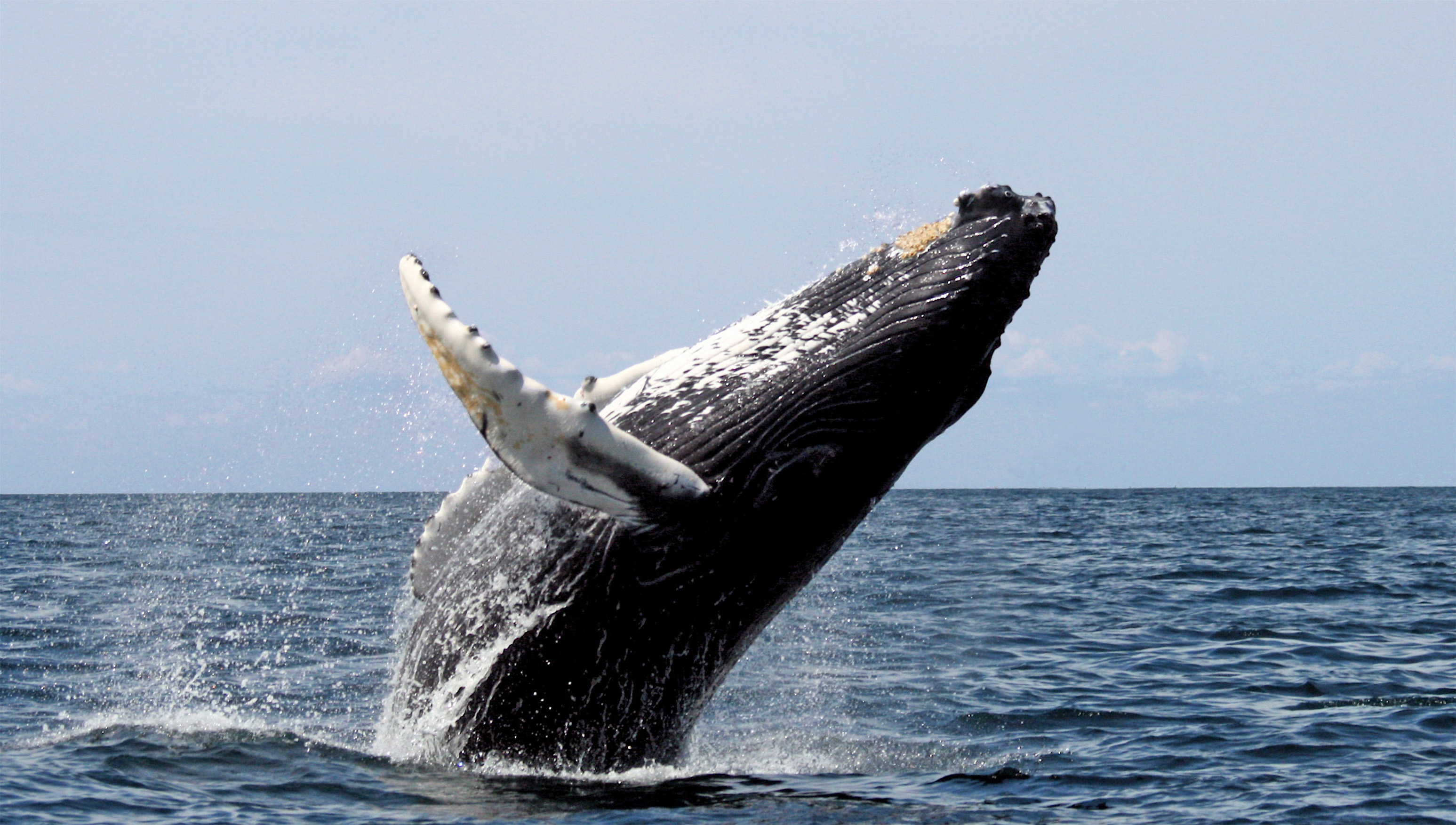
And God Created Great Whales presenta sonidos grabados de ballenas de Groenlandia y ballenas jorobadas.

La música contiene elementos de pentatonismo melódico y aleatorismo asincrónico, a los que Hovhaness se refirió como "caos libre sin ritmo". Vocalizaciones de ballenas especialmente grabadas se reproducen de forma intermitente a lo largo de la obra e incluyen cantos de ballenas jorobadas y ballenas de Groenlandia. Las grabaciones de ballenas fueron realizadas por Roger Payne y Frank Watlington, del álbum Songs of the Humpback Whale.[cita requerida]

## Recepción
Larry Rohter de The New York Times dijo que la pieza "puede virar hacia el kitsch". Edward Greenfield de Gramophone también elogió el trabajo, afirmando:

Con su uso fluido de trucos, sería fácil burlarse de esto, comenzando como lo hace con un gorjeo aleatorio que conduce a garabatos pentatónicos del tipo que uno improvisaba de niño en las teclas negras del piano. Luego viene la primera de las cintas de los cantos de la gran ballena jorobada, grabada especialmente, seguida del primer gran clímax, muy impresionante excepto que la melodía pentatónica que ruge en los trombones (lo que lleva a imitaciones del canto de las ballenas) no es lo suficientemente distintiva, casi banal, enfatizada por el glockenspiel.[7]